# Leandro Barreiro
Leandro Barreiro (3 januari 2000) is een Luxemburgs voetballer, die doorgaans speelt als centrale middenvelder. Hij stroomde in 2018 door vanuit de jeugd van FSV Mainz . Barreiro debuteerde in 2018 in het Luxemburgs voetbalelftal.

## Clubcarrière
Barreiro speelde in de jeugd van Racing FC Union Luxemburg, FC 72 Erpeldange en FSV Mainz . Hij maakte hij op 8 februari 2019 in het shirt van laatstgenoemde club zijn debuut in de Bundesliga, in een met 1–5 verloren wedstrijd thuis tegen Bayer Leverkusen. Hij speelde die dag de volledige wedstrijd. Dat bleef dat seizoen zijn enige optreden in het eerste elftal. Barreiro werd in 2019/20 een volwaardig selectielid bij Mainz en groeide in 2020/21 uit tot basisspeler. Hij maakte dat seizoen ook zijn eerste twee doelpunten in de Bundesliga, de 3–2 thuis tegen RB Leipzig en de 2–3 uit bij FC Köln. In beide gevallen de winnende treffer.

## Clubstatistieken
| Seizoen | Club      | Competitie | Competitie | Competitie | Beker | Beker | Internationaal | Internationaal | Totaal | Totaal |
| Seizoen | Club      | Competitie | Wed.       | Dlp.       | Wed.  | Dlp.  | Wed.           | Dlp.           | Wed.   | Dlp.   |
| ------- | --------- | ---------- | ---------- | ---------- | ----- | ----- | -------------- | -------------- | ------ | ------ |
| 2018/19 | FSV Mainz | Bundesliga | 1          | 0          | 0     | 0     | –              | –              | 1      | 0      |
| 2019/20 | FSV Mainz | Bundesliga | 18         | 0          | 0     | 0     | –              | –              | 18     | 0      |
| 2020/21 | FSV Mainz | Bundesliga | 29         | 2          | 2     | 0     | –              | –              | 31     | 2      |
| 2021/22 | FSV Mainz | Bundesliga | 31         | 1          | 3     | 0     | –              | –              | 34     | 1      |
| 2022/23 | FSV Mainz | Bundesliga | 31         | 4          | 3     | 0     | –              | –              | 34     | 4      |
| 2023/24 | FSV Mainz | Bundesliga | 3          | 0          | 1     | 0     | –              | –              | 4      | 0      |
| Totaal  | Totaal    | Totaal     | 113        | 7          | 9     | 0     | 0              | 0              | 122    | 7      |

Bijgewerkt op 11 september 2023.

## Interlandcarrière
Barreiro is een voormalig Luxemburgs jeugdinternational. Hij debuteerde op 22 maart 2018 in het Luxemburgs voetbalelftal, in een met 0–1 gewonnen oefeninterland tegen Malta. Veertien minuten voor tijd werd hij vervangen door Danel Sinani. Exact een jaar later, op 22 maart 2019, wist hij zijn eerste doelpunt te maken, tegen Litouwen. Die wedstrijd werd met 2–1 gewonnen.